# من لا يعمل لا يأكل
من لا يعمل لا يأكل قول مأثور من العهد الجديد ذكرها جون سميث في جيمس تاون بولاية فيرجينيا، ولينين خلال الثورة الروسية.

## العهد الجديد
القول موجود في الرسالة الثانية التي كتبها بولس الرسول (مع سيلاس وتيموثاوس) إلى أهل تسالونيكي، فيها يكتب بولس:
εἴ τις οὐ θέλει ἐργάζεσθαι μηδὲ ἐσθιέτω
أي،
مَنْ لا يُريدُ أنْ يَعمَلَ، لا يَحِقُّ لَه أنْ يأكُل.(مشتركة)
العبارة اليونانية οὐ θέλει ἐργάζεσθαι تعني «غير معني بالعمل».

## جيمستاون
في ربيع عام 1609، استشهد جون سميث  بهذا القول المأثور أمام المستعمرين من جيمستاون:
أيها المواطنون، آمل أن الخبرة الطويلة في مآسينا المتأخرة كافية لإقناع الجميع بتصحيح نفسه، وأن لا يفكر أن آلامي أو مساعي المغامرين ستحافظ على كم في خمول وكسل...

...على أغلبكم أن يكون أكثر كدحا، وإلا مات جوعا...

يجب عليكم إطاعة هذا الأمر كأنه قانون، إن الذي لن يعمل لن يأكل (إلا الذي أقعده المرض). لا يجوز أن يُستهلك عملُ ثلاثين أو أربعين رجلا صادقا ومجتهدا للحفاظ على مائة وخمسين متبلِّدين خمولين.

## الاتحاد السوفياتي

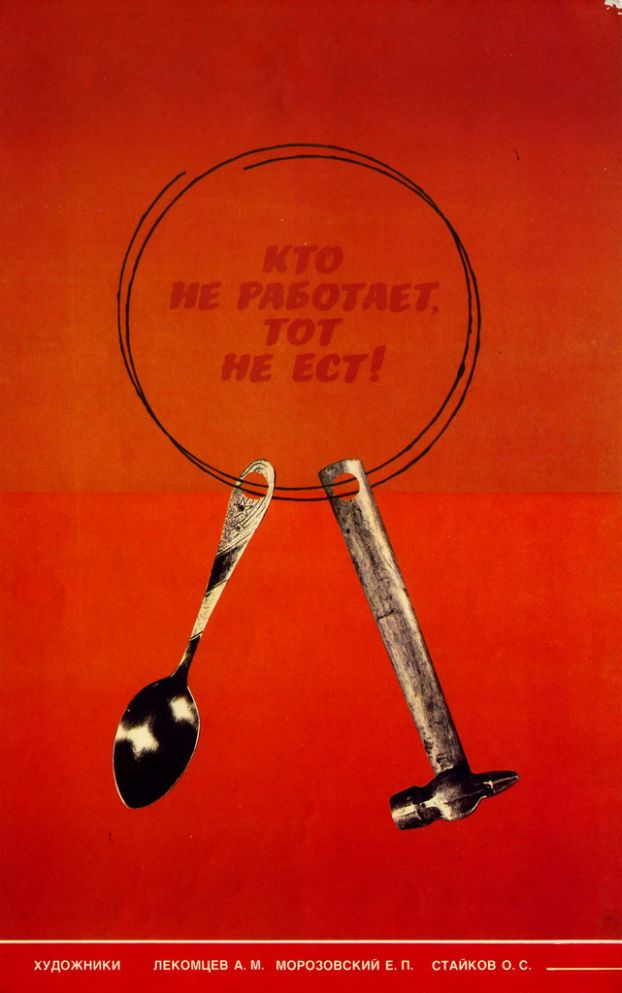
الشعار مطبوع على ملصق سوفييتي من 1920ات

وفقا لفلاديمير لينين، فمبدأ «من لا يعمل لا يأكل» ضروري في الاشتراكية، الطور الأول للتطور نحو المجتمع الشيوعي. تظهر العبارة في مؤلفه من عام 1917، «الدولة والثورة». من خلال هذا الشعار يشرح لينين أنه في الدول الاشتراكية يمكن السماح للأفراد المنتجين فقط بالوصول إلى مواد الاستهلاك.
«من لا يعمل لا يأكل»، هذا المبدأ الاشتراكي قد طبق؛ «لقاء كمية متساوية من العمل كمية متساوية من المنتوجات»، وهذا المبدأ الاشتراكي الآخر قد طبق أيضا. ولكن ذلك ليس بالشيوعية بعد. إن ذلك لا يزيل بعد «الحق البرجوازي» الذي يعطي الناس غير المتساوين مقابل كمية من العمل غير متساوية (غير متساوية فعلا) كمية متساوية من المنتوجات.
يقول ماركس أن هذا «نقص»، ولكن لا مفر منه في الطور الأول من الشيوعية، لأنه لا يمكن الظن، بدون الوقوع في الطوبوية، بأن الناس، بعد اسقاطهم للرأسمالية، يتعلمون على الفور العمل للمجتمع بدون أية أحكام حقوقية، ناهيك عن أن إلغاء الرأسمالية لا يعطي فوراً ممهدات اقتصادية لمثل هذا التغير.

طبقا لفهم لينين للدولة الاشتراكية، تنص المادة الثانية عشرة من دستور الاتحاد السوفيتي لعام 1936: 
لم يعني لينين في كتابته، العمال الكسولين أو غير المنتجين، بل البرجوازية. (تعرف النظرية الماركسية البرجوازية بأنها مجموعة من يشترون قوة عمل للعمال ويشركونها في عملية الإنتاج، مستمدين الربح من قيمة الفائض التي تمت مصادرتها. بعد أن تتحقق الشيوعية، أي بعد إلغاء الملكية وقانون القيمة، لن يعيش أحد من عمل الآخرين.)
لم ينطبق المبدأ على أولئك الذين أصبحوا عاجزين عن العمل بسبب الشيخوخة أو العجز. يحق لهذه الجماعات التمتمع بمنتجات المجتمع لأنها غير مسؤولة عن حالتها. وكان المسنون، على وجه الخصوص، قد عملوا خلال شبابهم، ومن ثم لا يمكن حرمانهم من ضرورات الحياة الأساسية. ومن ثم، فإن الدولة السوفياتية ستوفر، على الأقل نظريا، مستوى أساسيا من الضمان الاجتماعي.
المبدأ منصوص عليه في الدستور الروسي عام 1918.
كتب ليون تروتسكي: «وقد استبدل المبدأ القديم القائل: «من لا يعمل لا يأكل» بالمبدأ التالي:» من لا يخضع لا يأكل".".